# Khurja
Khurja ist eine Stadt im nordindischen Bundesstaat Uttar Pradesh.

## Lage und Verkehrsanbindung
Khurja liegt in der nordindischen Ebene 75 km südöstlich von Neu-Delhi.
Die Stadt befindet sich im Distrikt Bulandshahr.
Die nationale Fernstraße NH 91 verbindet die Stadt mit der 17 km nördlich gelegenen Distrikthauptstadt Bulandshahr und mit dem 45 km südsüdöstlich gelegenen Aligarh.
Khurja besitzt als Stadt den Status eines Nagar Palika Parishad. Sie ist in 25 Wards gegliedert. Beim Zensus 2011 hatte Khurja 111.062 Einwohner.

## Keramik aus Khurja

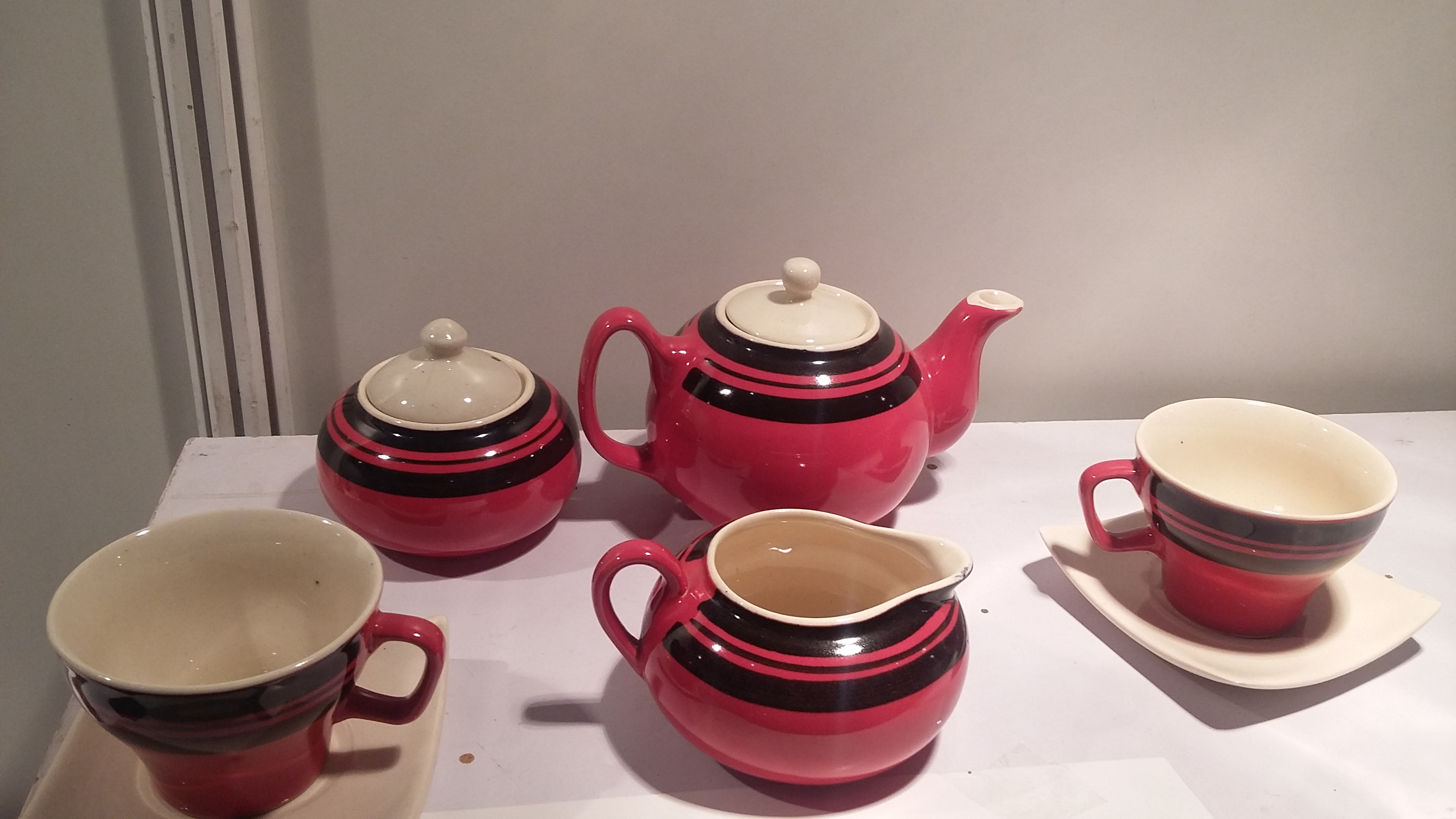
Teeservice aus Khurja

Khurjia ist in ganz Indien und darüber hinaus bekannt für seine keramischen Erzeugnisse. Die Tradition der Keramikherstellung ist schon einige Jahrhunderte alt und geht der Überlieferung nach auf den zentralasiatischen Eroberer Timur zurück, der im 15. Jahrhundert mit seinem Heer auch einige Töpfer aus Ägypten und Syrien in die Gegend brachte. Im Jahr 2015 waren etwa 5000 Handwerker und Künstler sowie zahlreiche ungelernte Arbeiter in ungefähr 500 Keramikwerkstätten in Khurja tätig. Am 1. Juni 2025 erhielt die Keramik aus Khurja das Geographical Indication (GI)-Siegel durch das indische Handels- und Industrieministerium, vergleichbar der geschützten Ursprungsbezeichnung in der Europäischen Union.